# Moon Pride
Moon Pride è un singolo del gruppo idol femminile giapponese Momoiro Clover Z, pubblicato il 30 luglio 2014.

## Descrizione
Il singolo contiene i brani che fanno da sigla d'apertura (Moon Pride) e di chiusura (Gekkō) dell'anime Pretty Guardian Sailor Moon Crystal.
Moon Pride è stata scritta, composta ed arrangiata da Revo del gruppo Sound Horizon, mentre Gekkō  Il singolo è stato pubblicato in due edizioni: "Sailor Moon Edition" e "Momoclo Edition". La "Sailor Moon Edition" contiene un disco Blu-ray contenente il video musicale del brano. La "Momoclo Edition" invece è composto dal solo CD, ma contiene un brano aggiuntivo, una cover di Moon Revenge, brano tratto dalla colonna sonora di Sailor Moon R The Movie - La promessa della rosa.
Il singolo ha debuttato alla terza posizione della classifica Oricon vedendo soltanto nella prima giornata nei negozi 29000 copie.

## Formazione

### Moon Pride
- Momoka Ariyasu – voce, cori
- Kanako Momota – voce, cori
- Ayaka Sasaki – voce, cori
- Reni Takagi – voce, cori
- Shiori Tamai – voce, cori
- Revo – programmazione
- Koji Igarashi – pianoforte e organo elettrico
- Marty Friedman – chitarra elettrica
- Atsushi Hasegawa – basso
- Jun-ji – batteria
- Mataro Misawa – timpani
- Orchestra d'archi di Gen Ittetsu – archi

### Gekkō
- Momoka Ariyasu – voce e cori
- Kanako Momota – voce e cori
- Ayaka Sasaki – voce e cori
- Reni Takagi – voce e cori
- Shiori Tamai – voce e cori
- Akiko Kosaka – arrangiamenti, programmazione synth
- Nozomi Furukawa – chitarra elettrica
- Jonathan Hammill, Kensho Hagiwara, Yoshiyuki Uema, Hana Inoue – Corno
- Orchestra d'archi di Gen Ittetsu – archi

## Video musicale
Il video musicale di Moon Pride è stato diretto da Yasushi Uemura, supervisionato dal regista di Sailor Moon Crystal Munehisa Sakai ed animato dalla Toei Animation e consiste in un montaggio di sequenze tratte da Sailor Moon Crystal. Da notare che nel video è stato possibile vedere le sequenze di trasformazione di tutte le guerriere sailor, mentre al momento dell'uscita del CD, negli episodi trasmessi si erano viste solo le trasformazioni di Sailor Moon e Sailor Mercury, e non ancora quelle di Sailor Mars, Sailor Jupiter e Sailor Venus.

## Tracce
- Sailor Moon Edition

1. Moon Pride (MOON PRIDE) – 3:43
2. Gekkō (月虹) – 4:22
3. Moon Pride (off vocal ver.) – 3:43
4. Gekkō (off vocal ver.) – 4:22

- Momoclo Edition

1. Moon Pride – 3:43
2. Gekkō – 4:22
3. Moon Revenge – 4:26
4. Moon Pride (off vocal ver.) – 3:43
5. Gekkō (off vocal ver.) – 4:22
6. Moon Revenge (off vocal ver.) – 4:26